# اینگدو
اینگدو (به لاتین: Aingdo) یک منطقهٔ مسکونی در میانمار است که در ناحیه ماندالی واقع شده‌است.